# Titus Prifernius Paetus Settidianus Firmus
Titus Prifernius Paetus Settidianus Firmus (vollständige Namensform Titus Prifernius Paetus Cai filius Settidianus Firmus) war ein im 1. Jahrhundert n. Chr. lebender römischer Politiker. In einem Militärdiplom und den Fasti Ostienses wird sein Name als Titus Prifernius Paetus angegeben.
Durch ein Militärdiplom, das auf den 12. Juli 96 datiert ist, ist belegt, dass Paetus 96 zusammen mit Quintus Fabius Postuminus Suffektkonsul war; die beiden sind auch in den Fasti Ostienses aufgeführt, allerdings in umgekehrter Reihenfolge. Weitere Diplome belegen, dass er von 109 bis 112 Statthalter (Legatus Augusti pro praetore) der Provinz Moesia superior war. Durch eine Inschrift ist sein vollständiger Name belegt.